# Julio César Yegros
Julio César Yegros Torres (Luque, Paraguay, 31 de enero de 1971) es un exfutbolista paraguayo que se desempeñaba como delantero. Disputó la Copa Mundial de Fútbol de 1998 en Francia, con la Selección de fútbol de Paraguay.

## Trayectoria
A nivel de clubes, Yegros jugó para Club Sportivo Luqueño, Cerro Porteño, Club Olimpia y General Díaz en Paraguay; Deportivo Mandiyú en Argentina;  Deportes Tolima en Colombia; Cruz Azul, Tecos, UNAM, Rayados, Jaguares de Chiapas y Querétaro en la Primera División de México; en la Liga de Ascenso de México con Cruz Azul Hidalgo, Club León, Celaya y Lagartos de Tabasco.

## Selección nacional
Yegros hizo su debut internacional con la Selección de fútbol de Paraguay el 14 de junio de 1991 en el triunfo 1-0 en un partido amistoso contra la Selección de fútbol de Bolivia. Obtuvo un total de 15 encuentros internacionales, sin marcar goles para el equipo nacional. 
Representó a Paraguay en la Copa América 1991 y en la Copa Mundial de Fútbol de 1998.
 Participaciones en Copas del Mundo 
| Torneo                         | Sede    | Resultado        |
| ------------------------------ | ------- | ---------------- |
| Copa Mundial de Fútbol de 1998 | Francia | Octavos de final |

## Clubes
| Club                         | País      | Año       | PJ | G  | Media |
| ---------------------------- | --------- | --------- | -- | -- | ----- |
| Sportivo Luqueño             | Paraguay  | 1990-1992 | —  | —  | —     |
| Deportivo Mandiyú            | Argentina | 1992-1993 | 5  | 0  | 0     |
| Cerro Porteño                | Paraguay  | 1994      | —  | —  | —     |
| Deportes Tolima              | Colombia  | 1994-1995 | —  | —  | —     |
| Cruz Azul                    | México    | 1995-2000 | 67 | 21 | 0.31  |
| Cruz Azul Hidalgo (Cedido)   | México    | 1996      | 15 | 6  | 0.40  |
| Tecos UAG (Cedido)           | México    | 1997      | 16 | 4  | 0.25  |
| Olimpia (Cedido)             | Paraguay  | 1999      | —  | —  | —     |
| UNAM                         | México    | 2000-2003 | 51 | 20 | 0.39  |
| Monterrey (Cedido)           | México    | 2002      | 15 | 3  | 0.20  |
| Jaguares de Chiapas (Cedido) | México    | 2002      | 15 | 5  | 0.33  |
| Club León (Cedido)           | México    | 2003      | 23 | 17 | 0.74  |
| Querétaro                    | México    | 2003-2004 | 29 | 3  | 0.10  |
| Celaya                       | México    | 2004-2005 | 15 | 3  | 0.20  |
| Sportivo Luqueño             | Paraguay  | 2005      | 14 | 5  | 0.36  |
| León                         | México    | 2005-2006 | 8  | 0  | 0     |
| Lagartos de Tabasco          | México    | 2006      | 14 | 0  | 0     |
| General Díaz                 | Paraguay  | 2007-2008 | —  | —  | —     |

## Palmarés

### Campeonatos nacionales
| Título               | Equipo          | País     | Año  |
| -------------------- | --------------- | -------- | ---- |
| Campeonato Paraguayo | Cerro Porteño   | Paraguay | 1994 |
| Copa Concasa         | Deportes Tolima | Colombia | 1994 |
| Copa México          | Cruz Azul       | México   | 1997 |
| Torneo Invierno      | Cruz Azul       | México   | 1997 |
| Campeonato Paraguayo | Club Olimpia    | Paraguay | 1999 |
| Torneo Verano        | Club León       | México   | 2003 |

### Campeonatos internacionales
| Título                   | Equipo            | Sede             | Año  |
| ------------------------ | ----------------- | ---------------- | ---- |
| Preolímpico Sudamericano | Paraguay Olímpica | Asunción         | 1992 |
| Copa de Campeones        | Cruz Azul         | Guatemala        | 1996 |
| Copa de Campeones        | Cruz Azul         | Washington D. C. | 1997 |